# Parcul Național Słowiński

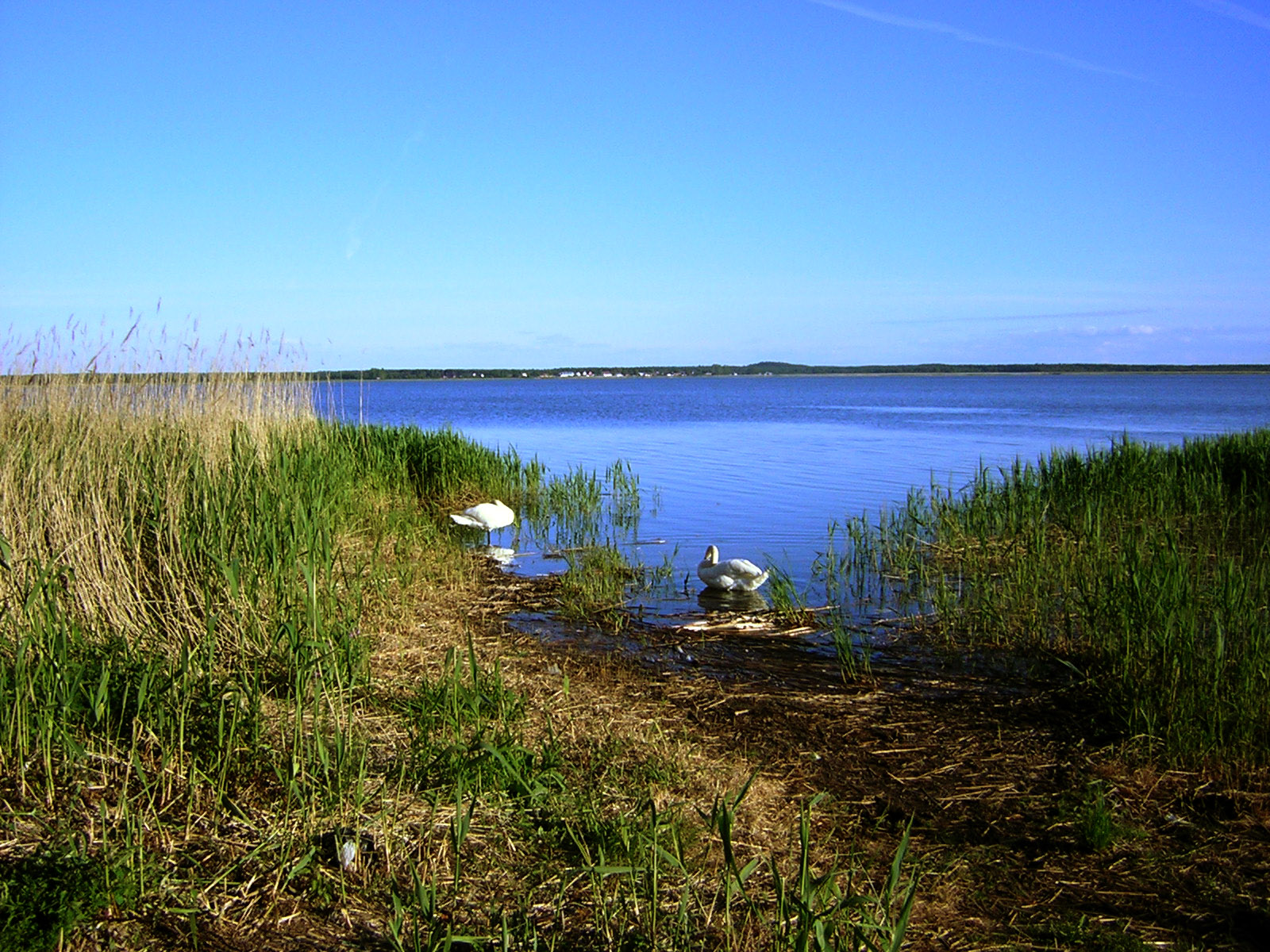
Lacul Łebsko.

Parcul Național Słowiński (în poloneză Słowiński Park Narodowy) este un parc național amplasat pe teritoriul celor trei comune în powiat słupski și powiat lęborski, voievodatul Pomerania, în partea septentrională a Poloniei. Se află pe coasta Mării Baltice, între satul Rowy și orașul Łeba. Frontiera maritimă a arii are o lungime de 32,5 km. Sediul central al parcului se află în Smołdzino.

## Istorie
Prima inițiativă de înființare a unei arii protejate în locul parcului contemporan a apărut în 1946 și a fost una dintre temele sumitului științiștilor din Poznań și Gdańsk în Łeba. Parcul a fost creat 21 de ani mai târziu, în 1967, cu o suprafață de 180,69 km². În 1977 UNESCO a desemnat parcul ca rezervație a biosferei iar de la 1995 Convenția de la Ramsar protejează zona umedă (mlaștini) din cadrul parcului. Suprafața parcului a fost mărită la 186,18 km², din care 102,13 km² sunt ape iar 45,99 km² – păduri.
Numele parcului vine de la slovincieni (în poloneză Słowińcy), un popor slav care a locuit în această regiune. Se poate vedea un sat slovincian reconstruit și muzeul cultural al slovincienilor în Kluki.

## Geografie
În trecut, teritoriul parcului a fost de fapt un golf al Mării Baltice. Activitatea naturală a apelor și a vântului a format dunele de nisip care au separat golful de la mare, creând lacul Gardno și teritoriul mlăștinos care a devenit după inundare lacul Łebsko. Dunele se mișcă datorită vântului cu viteză de 3-10 metri pe an. Cel mai înalt punct al parcului este vârful Rowokół, formațiune reliefară glaciară.
Apele ocupă aproximativ 55% de întreagă suprafață a parcului. În arealul parcului național sunt mai multe lacuri, cele mai mari fiind Łebsko (71,4 km², adâncime maximă 6,3 m), Gardno (24,68 km², adâncime maximă 2,6 m) și Dołgie Wielkie (1,46 km², adâncime maximă 2,9 m). Lacul Gardno este o rămășiță a golfului iar lacul Łebsko a fost format prin inundare. Parcul este străbătută de șapte râuri, cele mai lungi fiind Łeba și Łupawa.

## Floră și faună
Pădurile sunt formate în mare parte din pini. Aceste arbori acoperă aproximativ 80% a din totalul suprafeței. În zonele umede cu mlaștini și smârcuri sunt întâlnite plante specifice turbăriilor. Fauna este reprezentată de mai multe specii de păsărilor (257 de specii diferite), cum ar fi: vulturul codalb, bufnița, corbul, lebăda și mai multe specii de rațe. Dintre mamifere, cele mai reprezentative sunt cerbul, elanul, mistrețul și iepurele.